# Kabinett Meyers II
Das Kabinett Meyers II bildete vom 26. Juli 1962 bis 26. Juli 1966 die Landesregierung von Nordrhein-Westfalen.
| Amt                                                 | Name                                                                    | Partei | Partei |
| --------------------------------------------------- | ----------------------------------------------------------------------- | ------ | ------ |
| Ministerpräsident                                   | Franz Meyers                                                            |        | CDU    |
| Stellvertreter des Ministerpräsidenten              | Willi Weyer                                                             |        | FDP    |
| Inneres                                             | Willi Weyer                                                             |        | FDP    |
| Finanzen                                            | Joseph Pütz                                                             |        | CDU    |
| Justiz                                              | Artur Sträter                                                           | CDU    |        |
| Kultus                                              | Paul Mikat                                                              | CDU    |        |
| Ernährung, Landwirtschaft und Forsten               | Gustav Niermann                                                         | CDU    |        |
| Bundesangelegenheiten                               | Gerd Ludwig Lemmer                                                      | CDU    |        |
| Arbeit und Soziales                                 | Konrad Grundmann                                                        | CDU    |        |
| Wirtschaft, Mittelstand und Verkehr                 | Gerhard Kienbaum                                                        |        | FDP    |
| Landesplanung, Wohnungsbau und öffentliche Arbeiten | Joseph Blank (bis 24. Juni 1963) Joseph Paul Franken (ab 27. Juni 1963) |        | CDU    |